# تأثیر زبان فارسی بر زبان‌های دیگر

کشورهای دارای مکان‌هایی با ریشه نام فارسی

این مقاله به بررسی تأثیر زبان فارسی بر زبان‌های دیگر می‌پردازد.

## تأثیرات زبان فارسی بر زبان ترکی
- مقاله اصلی: تأثیرات زبان فارسی بر زبان ترکی

زبان ترکی آذربایجانی شاید پس از زبان ازبکی دومین زبان از زبان‌های ترکی باشد که بیشترین برهمکنش و تأثیر را از زبان فارسی گرفته است. این برهمکنش و تأثیر بیشتر در واج‌شناسی، مجموعه واژگان و ساختار بوده است و به گونه کمتر در صرف این زبان بوده است. برهمکنش و تأثیر عناصر زبان‌های ایرانی بر آغوزی از آسیای میانه آغاز شده است. زبان فارسی در دوره‌ای دراز زبان رسمی دربار سلاطین عثمانی بوده است. گرایش و علاقه بسیاری از ترک‌ها به ادبیات فارسی و عربی یکی از آن سبب‌های رخنه زبان فارسی و عربی به ترکیه بود و برهمکنش و تأثیر بسیاری بر این سرزمین گذاشت. ازآن جایی که ترکیه کشوری مسلمان بود، دین بانی رخنه ۶۴۶۳ واژه از زبان عربی به ترکی شد.بسیاری از واژه‌هایی که در نوشتن شعر و نثر ترکی به کار برده می‌شوند، از فارسی گرفته شده‌اند. آن‌هم شاید به سبب آسانی زبان فارسی باشد. رفعت یالچین فارغ‌التحصیل ادبیات فارسی و استاد بازنشسته درس‌های عثمانی گفته است بسیاری از واژه‌های ترکی از فارسی گرفته شده‌اند.در سال ۱۳۹۶ یک زبان‌شناس دیگر به نام پروفسور ایلبر اورتایلی عضو هیئت علمی دانشگاه گالاتاسرای ترکیه در نشست «جایگاه استانبول در تاریخ جهان» در نمایشگاه بین‌المللی کتاب گفت: ۴۰ درصد از واژگان ترکی از زبان فارسی برگرفته شده است

### تأثیرات نحوی
جمله‌های مرکب در ترکی تحت تأثیر زبان فارسی تغییر بنیادینی کرده است. خیلی از حروف ربط در زبان ترکی از پارسی وام گرفته شده است :ü (و)، ya (یا)، ägär(اگر)، čünki(چونکه), gah  یا gah(گه گاه)، häm(هم، نیز)، hämčinin(همچنین)، häṛčänd(هرچند)، härgah(هرگاه)، nä . . . nä(نه
.. نه/neither), näinki(نه اینکه)، yainki(یعنی که)، yaxud(یا)، zira(زیرا)، bälkä(بلکه)، hämišä(همیشه)، mägär(مگر).
بیشتر این حروف ربط با توجه ساختار متفاوت ترکی، در ترکی وجود ندارند و برخی هم وجود دارند اما به صورت مستقل نمی‌توانند بکار روند و تنها در جمله یا عبارت مرکب به انتهای فعل یا اسم می‌چسبند. به عنوان مثال در ترکی نمی‌توانید بگویید اگر الف و ب (if a and b) چرا که حرف ربط «و» وجود ندارد و همچنین معادل حرف ربط «اگر» در ترکی (سه) فقط به انتهای فعل می‌چسبد. به همین دلایل زبان ترکی عثمانی، ازبکی، ترکی آذری تحت تأثیر زبان فارسی تغییرات بنیادینی کرده است؛ مانند نمونه‌های زیر:
- حرف ربط که (که به صورت کی در ترکی به کار می‌رود):
  - ترکی با حرف ربط فارسی: بیلیرسن کی، حسن هاردا ایشلیر؟
  - ترکی بدون حرف ربط فارسی: حسنین هاردا ایشلدیگینی بیلیرسن می؟
  - ترجمه: میدانی[که] حسن کجا کار می‌کند؟
  - ترکی با حرف ربط فارسی: بو دولمانی کی گؤرورسن، منیم ننه م پیشیریب.
  - ترکی بدون حرف ربط فارسی: گؤردوگون دولمانی منیم ننه م پیشیریب.
  - ترجمه: این دلمه‌ای را که می‌بینی، مادر من پخته است.
- حرف ربط چونکه (که به صورت چونکی در ترکی بکار می‌رود):
  - ترکی با حرف ربط فارسی: هئچ ذات دئمه دی چونکی بیلیردی هئچ کس اونا اینانمایاجاق.
  - ترکی بدون حرف ربط فارسی: هئچ کسین اونا اینانمایاجاغینی بیلدیگی اوچون هئچ نه دئمه دی.
  - ترجمه: چیزی نگفت چونکه می‌دانست کسی او را باور نخواهد کرد.
- حرف ربط اگر:
  - ترکی با حرف ربط فارسی: اگر حسن بیله، گئدرم
  - ترکی بدون حرف ربط فارسی: حسن بیلسه، گئدرم
  - ترجمه: اگر حسن بداند، می‌روم

### تأثیرات صرفی
- پسوندهای زیادی از فارسی در زبان ترکی هست مانند -باز، دان، دار، ی، کار، کش، پرست، ستان، خانه و …
- پیشوندهایی مانند بی-، به- و نه- هنوز در واژه سازی زبان ترکی استفاده می‌شوند. اگرچه در زبان ترکی عثمانی به کرات استفاده می‌شده اما اخیراً استفاده از عناصر فارسی را محدود و ممنوع کرده‌اند.
- بسیاری از گویش‌های ترکی از تر وترین پارسی برای ساختن صفت همسنجشی استفاده می‌کنند.

### تأثیرات ریخت‌شناسی
از نگاه ریخت‌شناسی یا مورفولوژی: کاربرد بسیاری از پسوندهای فارسی، مانند -باز، ستان، دار، دان، پرست، کار، گر و پیشوندهای فارسی مانند بی-، با- و نا- مانند «قماربار»، «همکار»، «بی‌ادب» یا «نامرد.» کاربرد وجه التزامی مشابه فارسی مانند «آلام» بجای «آلسام» (؟) (بخرم) که بنظر می‌رسد مخصوص ترکی آذری ایران باشد. در صفت تفضیلی و عالی پرهیز از ادات «داها» و «ان» (تر، ترین)، مانند «بو اوندان یاواشدی» بجای «بو اوندان داها یاواشدیر» (این از آن آهسته‌تر است) و «لاپ گؤزل طبیعت» بجای «ان گؤزل طبیعت» (زیباترین طبیعت). با توجه به اینکه درترکی استانبولی زمان حال کامل (ماضی نقلی) وجود ندارد، برخی حتی احتمال می‌دهند که صرف ماضی نقلی مانند «گلمیشم» یا «گلیپسن» (آمده‌ام، آمده‌ای) که در ترکی ترکیه موجود نیست، نتیجهٔ تأثیر فعل ماضی نقلی در زبان فارسی است.

### تأثیرات واژگانی
زبان ترکی آذربایجانی مانند سایر زبان‌های ترکی از لحاظ واژه تحت تأثیر فارسی قرار گرفته است و وام‌واژههایی از فارسی وارد این زبان شده‌اند. برای نمونه:
- واژگانی: asan(آسان)، bar(بار، میوه)، javan(جوان)، girdä(گرد)، kar(کر، ناشنوا)، köhnä(کهنه)، küčä(کوچه)، mis(مس)، payïz(پاییز)، šänbä(شنبه), turš(ترش)، dost(دوست)، ruzi(روزی)، بایرام (پدرام)[۹] و…
- اصطلاحات: xahiš ediräm (خواهش می‌کنم)، güzäšt elä (گذشت کن)، xudahafiz (خداحافظ)، ...
- گرته برداری: xoš gäl (خوش آمد).
- ضمایر: här (هر)، här käs (هر کس)، heč (هیچ)، hämin (همین) و …

## تأثیرات زبان فارسی بر زبان عربی
- مقاله اصلی: تأثیرات زبان فارسی بر زبان عربی

در ریشه‌شناسی واژگان (اتیمولوژی) (به انگلیسی: etymology) و در زبان‌شناسی (به انگلیسی: linguistics) به مبحث تغییرات و ریشه یابی معنی و مفهوم واژگان در دوره‌های مختلف تاریخی می‌پردازند و تغییرات کلمات را در انتقال شفاهی و کتبی از یک زبان به زبان دیگر بررسی می‌کنند. تأثیر زبان‌ها متقابل است چرا زبان فارسی و عربی برهم تأثیر گذاشته‌اند زیرا اعراب حدود ۴۰۰ سال در ایران حضور فیزیکی داشتند و تا دورهٔ انقلاب مشروطه متون مهم به زبان عربی همانند به فارسی نوشته می‌شد و از طرف دیگر ایرانیانی در ایجاد و ساختار زبان عربی نقش مهمی داشتند.
در زبان عربی کلمات خیلی زیادی وجود دارد که به آن‌ها «معربات» یعنی عربی شده‌ها می‌گویند. ریشه بسیاری از معربات هنوز ناشناخته است. سازمان استانداردسازی عربی کوشش فراوانی کرده تا ریشهٔ اینگونه کلمات شناسایی شود، اما به دلیل اینکه در عربی سازی کلمات غریب به‌طور کامل برهم ریخته می‌شود نمی‌توان به سادگی اینگونه معربات را ریشه یابی کرد. گفته می‌شود حدود ۵ هزار  کلمه معرب از کلمات رایج در زبان فارسی به زبان عربی راه یافته است. از جملهٔ آن‌ها بنفسج (از بنفشه)
در کتاب «الکلمات الفارسیه فی المعاجم العربیه» بیش از ۳ هزار واژه عربی که از زبان فارسی به عربی راه یافته اند را به همراه توضیحات برای هر واژه آورده است. پیشتر نیز جوالیقی ۸۳۸ کلمه و در کتاب المنجد ۳۲۱ کلمه و ادی شیر، در کتاب واژه‌های فارسی عربی شده، ۱۰۷۴ واژه فارسی را توضیح داده است.
ژان پِری معتقد است: درحقیقت زبان پارسی میانه یک زبان ناکارا نبوده، نه از دیدگاه تکنیکی و نه دایرهٔ واژگان انتزاعی، و این زبان از سیستم پیچیده‌ای از واژگان بکار می برده ، در جمع‌آوری واژگان محلی دینی بر زبان عربی برتری داشته و در فلسفه و طب هم از اصطلاحات یونانی برگرفته و همهٔ این‌ها را چه در دوران پیش از اسلام و چه دوران پسااسلامی به زبان عربی رفته است.

بیتر آن دسته از واژگان عربی که وارد فارسی شده‌اند در معنایی بجز معنای اصلی خود در زبان عربی کاربرد دارند.

### معربات از فارسی
- مقاله اصلی فهرست واژگان عربی با ریشه فارسی

از زبان فارسی کلمات زیادی به شکل‌های گوناگون به زبان عربی وارد شده است. در زبان عربی کلمات بسیار زیادی وجود دارد که به آن‌ها معرّبات (یعنی عربی‌شده) می‌گویند. ریشهٔ بسیاری از معرّبات هنوز ناشناخته است. «سازمان استانداردسازیِ عربی» کوشش فراوانی کرده تا ریشهٔ این‌گونه کلمات شناسایی شود، ولی به سبب اینکه در عربی‌سازی واژگان بیگانه بیشتر به‌طور کامل برهم ریخته می‌شود، نمی‌توان به‌سادگی این‌گونه معرّبات را ریشه‌یابی کرد. گفته می‌شود بیش از ۵۰۰۰ واژه معرب، از واژگان رایج در زبان فارسی به زبان عربی راه یافته است؛ از جملهٔ آن‌ها می‌توان به این چند واژه اشاره کرد: جُناح (از «گناه»)، کَنز (از «گنج»)، سِراج (از «چراغ»)، جَصّ، مجصّص و سایر مشتقات آن (از «گچ»)، و اساطیر و اسطوره از stori لاتین و خارِطة و خَوارِط از carta و منهی‌عنه و نهی از نه (no) فارسی و سانسکریت.

## تأثیرات زبان فارسی بر زبان اردو
- مقاله اصلی: تأثیرات زبان فارسی بر زبان اردو

زبان فارسی در شکل‌گیری بسیاری از زبان‌های مدرن بزرگ شرق میانه، آسیای مرکزی، جنوبی و مناطق آسیایی، از جمله اردو تأثیر فراوان داشته است.
پس از فتح محمود غزنوی، یک زبان ترکیبی از لهجه‌های ترکی، فارسی، عربی و محلی در آسیای غربی ایجاد گردید که در نهایت به عنوان زبان اردو شناخته شد. این زبان به خط نست فارسی نوشته شده و با زبان هندی نیز تا حدوی شباهت دارد.
این زبان به نام اردو ("زبانِ ارتش") که واژه‌ای ترکی است نامیده شد، زیرا زبانی بود که در دربار در بین نطامیان رایج بود.
زبان اردو آن‌قدر به فارسی نزدیک است که سرود ملی پاکستان و بسیاری از اشعار اردو کاملاً برای فارسی زبانان قابل فهم است.
با وجود نفوذ سنگین زبان فارسی در زبان اردو، زبان اردو به عنوان یک زبان ایرانی طبقه‌بندی شده (به عنوان فارسی است) اما نه به عنوان یک زبان هند و آریایی‌ها "(مانند پنجابی، گجراتی، پنجابی و سندی). اردو به زودی تمایز در حوزه‌های فرهنگی و ادبی به دلیل ماهیت ترکیبی از زبان به دست آورد. بسیاری از اشکال و مجزا فارسی از ادبیات، از جمله غزل، قصیده، Marsia و Nazms، به ادبیات اردو caried، با تولید melding مجزا ایران و جنوب آسیا میراث. نویسنده معروف متقاطع، امیر خسرو، که couplets فارسی و اردو به این روز خواندن در آسیای جنوبی و مرکزی بود.
زبان فارسی و معماری دو نماد اصلی فرهنگ هندو ایرانی است در درجه بعد عرفان و مذهب اسلام آمیخته از تساهل و تسامح در دوره گورکانیان.
برای هفتصد سال فارسی زبان اداری و دربار هندوستان بود تا اینکه درسال ۱۸۳۶م چارلز تری ویلیان زبان انگلیسی را بجای زبان فارسی رسمیت داد.
.
نفوذ فارسی برای اولین بار توسط حاکمان مسلمان به شبه قاره، به خصوص با سلطان دهلی از قرن ۱۳، و در ۱۶ قرن ۱۹دومین امپراطوری مغول است. هستند، وجود دارد با این حال، آثار پراکنده از نفوذ فارسی پیش از اسلام در شبه قاره وجود دارد.
.

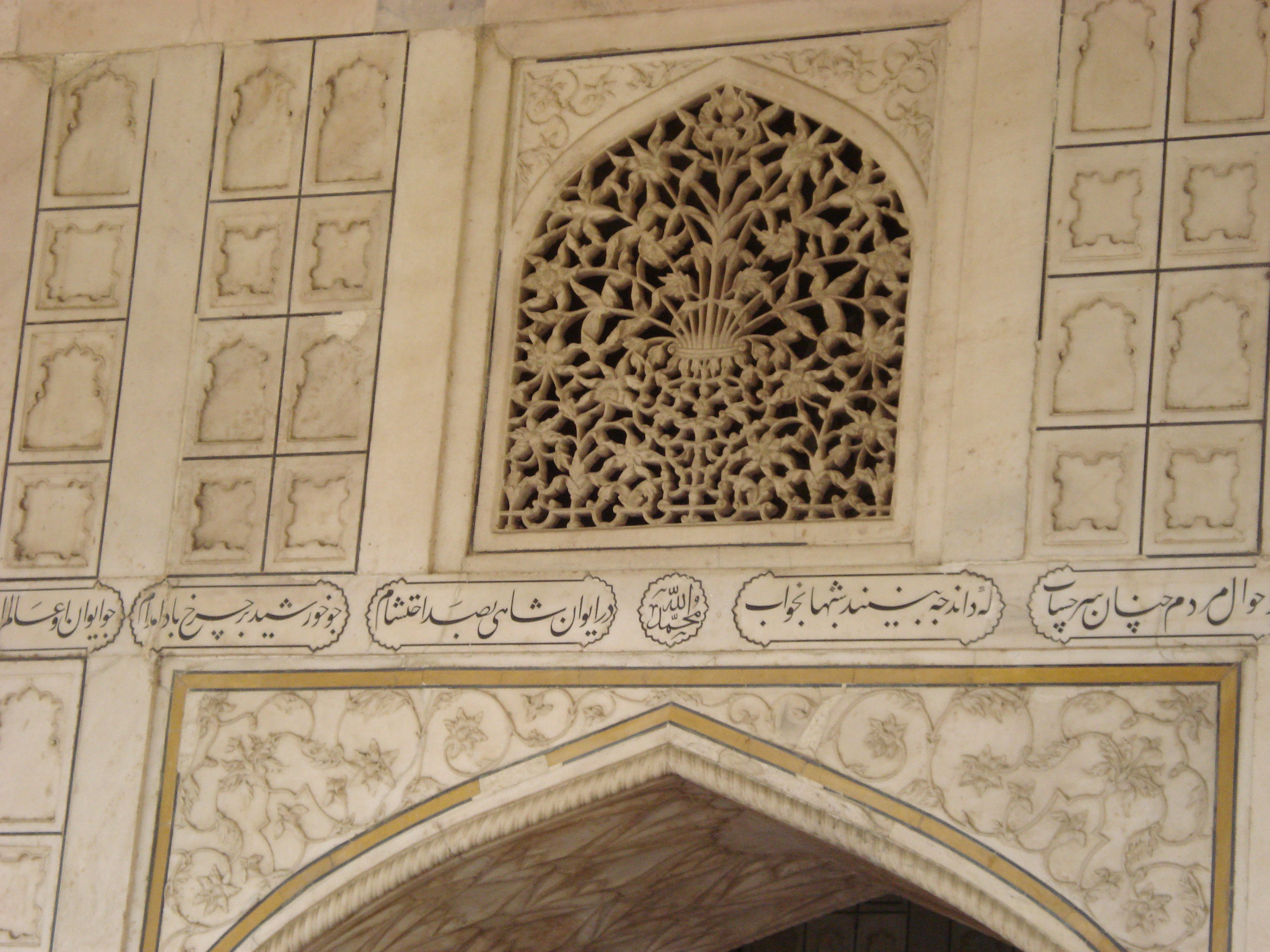
اشعار فارسی

تاریخ پیوند ایران و هند به هزاران سال پیش برمی‌گردد. تاریخ‌نگاران می‌نویسند که وقتی حدود ۱۱۰۰ تا ۱۵۰۰ سال پیش از میلاد، تیره‌های آریایی از درهٔ خیبر وارد سرزمین‌های ایران و هند شدند، روابط فرهنگی و زبانیِ این دو کشور از آن روزگار آغاز گردید.
همانندی‌های فراوان میان زبان اوستا و سانسکریت هم نشانه دیگری از پیوند دیرینهٔ ایران و شبه قاره دارد. در دوران اشکانیان (۲۲۶–۲۴۹ ق. م) این روابط رو به گسترش نهاد تااینکه در زمان ساسانیان (۲۲۶ ق. م - ۶۵۲ م) با وجود ترجمهٔ کتاب‌های مهم هندی مانند «کلیله و دمنه» در عصر انوشیروان، پیوستگی‌های فرهنگی قوت گرفت.
با حضور فرهنگ اسلامی در این منطقه در دوره غزنویان، لاهور و یوچه به عنوان مراکز ادبیات فارسی تأسیس شد. ابو فرج رونی و غمگین مسعود سلمان (متوفی ۱۱۲۱)، دو اولین عمده شاعران هند و فارس در لاهور بود. اولین «بزرگ» هند و فارسی شاعران امیر خوسرو (متوفی ۱۳۲۵) از دهلی نو، که از آنجا که حضور نمادین در شبه قاره، در میان چیزهای دیگر، «پدر» ادبیات اردو به دست آمده بود.

## تأثیر زبان فارسی بر زبان ازبکی
- مقاله اصلی: تأثیرات زبان فارسی بر زبان ازبکی

زبان ازبکی (به ازبکی: O'zbek tili / Ўзбек тили / اوزبیک تیلی) یکی از زبان‌های ترک‌تبار است. ازبکی زبان رسمی کشور ازبکستان است و حدود ۳۲ میلیون نفر گویشور دارد. زبان‌های فارسی، عربی و روسی تأثیرات خارجی محسوسی بر زبان ازبکی داشته‌اند. واژگان، جمله سازی و تلفظ زبان ازبکی از راه ریشه‌های تاریخی به شدت تحت تأثیر زبان فارسی قرار گرفته است.
زبان فارسی در بین بسیاری از مردم ازبکستان به ویژه در شهرهای سمرقند، بخارا و استان‌های سرخان دریا و قشقه دریا از جایگاه فرهنگی و علمی ویژه‌ای برخوردار است. پروفسور نوربای جباراف رئیس دانشکده زبان و ادبیات ازبکی دانشگاه ملی ازبکستان، معتقد است بدون فراگیری زبان فارسی نمی‌توان تاریخ و ادبیات ازبکی را مطالعه کرد. کتاب‌های زیادی به زبان‌های فارسی و ازبکی با الفبای فارسی در این کشور وجود دارد که فراگیری این زبان در بین ادیبان و فرهیختگان و استادان زبان ازبکی را ضروری کرده است.
کتاب‌های باقی مانده شاعران و اندیشمندان اسلامی به زبان‌های فارسی و ازبکی و کتیبه‌های فارسی سردر ساختمان‌های تاریخی و باستانی شهرهای تاشکند، سمرقند، بخارا و خیوه در ازبکستان، نشان دهنده جایگاه زبان فارسی در فرهنگ و تاریخ گذشته این کشور است. شیرعلی عوض متف نویسنده کتاب واژه‌های فارسی در زبان ازبکی بیش از چهار هزار واژه فارسی در زبان ازبکی را گردآوری کرده است. گویش برخی از این واژه‌ها در زبان ازبکی نسبت به زبان فارسی، کمی تفاوت دارد ولی بسیاری از آن‌ها همانند کلمات فارسی به کار می‌رود. بیش تر کتاب‌های قدیمی و تاریخی ازبکستان نیز به زبان فارسی یا به زبان ازبکی با استفاده از الفبای فارسی نگاشته شده که در کتاب‌خانه‌ها و موزه‌های این کشور به نمایش گذاشته شده است.
در دوران استقلال ازبکستان بیش از ۱۰۰ اثر معروف ادبیات فارسی به زبان ازبکی ترجمه شده است.
در ادبیات اقوام ترک زبان آسیای مرکزی هزاران واژه فارسی می‌یابید. یک شعر قرون وسطایی در زبان ترکی به‌ویژه زبان ازبکی ده‌ها ترکیب فارسی دارد برای نمونه بیت لیلی سر زلف شانه می‌کرد/ مجنون دُر اشک دانه می‌کرد به صورت لَیلی سر زلف شانه ای‌دور/ مجنون در اشک دانه ای‌دور در زبان ازبکی ترجمه شده است. در کتاب‌خانه ابوریحان بیرونی در ازبکستان ۴۳ هزار نسخه خطی نگهداری می‌شود که ۳۹ هزار تای آن‌ها به زبان فارسی است.
بسیاری از واژگان زبان عربی از طریق زبان فارسی وارد زبان ازبکی شده‌اند. واژگان زبان ازبکی به شدت از زبان پارسی و لهجه‌های آن یعنی تاجیکی و دری اثر پذیرفته است.